# Râul Călmățuiul Sec
Râul Călmățuiul Sec este un curs de apă, afluent al râului Călmățui. 